# Oljeplattform

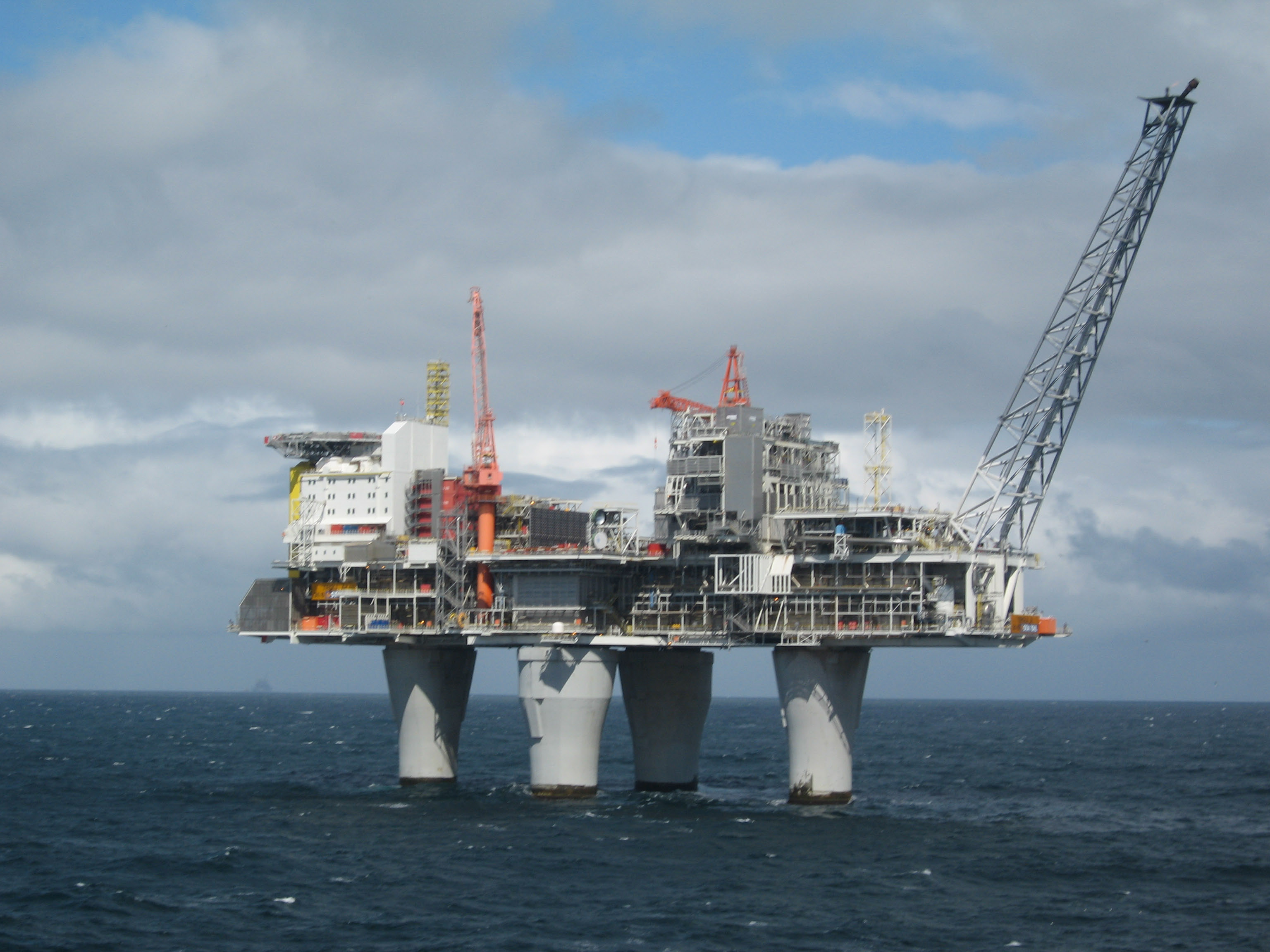
Oljeplattformen Troll i Norge.

En oljeplattform, en gasplattform, eller en offshoreplattform, är en produktions- eller prospekteringsplattform för att ta upp petroleumprodukter. Plattformen är vanligen konstruerad som en stomme av betong eller stål, som har ett eller flera plana däck placerade på sig. På de flesta plattformar finns det bostäder för de som arbetar, gemensamhetsutrymmen och en platta för helikoptrar. Det finns även obemannade plattformar utan sådana bekvämligheter.
Plattformarna kan vara prospekteringsplattformar eller produktionsplattformar. Båda typerna kan vara flyttbara och benämns då semi-submersibla eller jack-up. Det är bara produktionsplattformen som kan vara fast installerad på havsbotten. Det finns dock fall där man kan borra nya brunnar från produktionsplattformar.
Prospekteringsplattform används för att borra efter och testa eventuella fynd. Dessa kallas ofta borrigg, rigg eller olje- respektive gasrigg. Riggens huvuddäck ligger oftast 30-50 meter över vattenytan och står antingen med ben på bottnen eller på pontoner under vattnet. På riggen finns ett torn, derrick, varifrån borrören borras ned i reservoaren. Ett provborrningsfartyg används på samma sätt som en prospekteringsplattform men har ett fartygsskrov, vilket ger högre hastighet vid förflyttning, men sämre stabilitet vid själva borrningen.
Produktionsplattformar används för att producera från kända fyndigheter. De bearbetar vätske- och gasflödet från fyndigheten genom att begränsa flödet med hjälp av strypventiler. Vatten, olja, kondensat och gas separeras med hjälp av separationstankar och torktorn. Dessa processer kan också genomföras på flytande installationer kallade FPSO:er, Floating Production, Storage and Offloading Installation. Dessa påminner om – och är också ofta – ombyggda olje- eller gastankrar.